# Odissea nell'ospizio (singolo)
Odissea nell'ospizio è un singolo dell'attore italiano Jerry Calà con il gruppo musicale I Gatti di Vicolo Miracoli, pubblicato il 1º ottobre 2019 e parte della colonna sonora del film omonimo.

## Tracce
1. Odissea nell'ospizio (Movie Version) – 3:17

## Formazione
- Jerry Calà
- Franco Oppini
- Nini Salerno
- Umberto Smaila